# Circuit (film)
Circuit este un film românesc din 2001 regizat de Monica Lăzurean-Gorgan, Michaela Kirst.